# Affection (Lisa Stansfield)
Affection è il primo album in studio della cantante britannica Lisa Stansfield, pubblicato nel Regno Unito il 20 novembre 1989 dalle etichette BMG e Arista.

## Descrizione
Ha venduto 5 milioni di copie in tutto il mondo, producendo 5 singoli: This Is the Right Time (non sull'edizione in vinile), All Around the World, Live Together, What Did I Do to You? (pubblicato come EP) e You Can't Deny It (mai uscito nel Regno Unito e in Italia, ma numero 1 nella classifica hip hop degli Stati Uniti) - più un sesto singolo, People Hold On, contenuto solo sull'edizione rimasterizzata del 2003.
L'album è stato interamente scritto dal marito e collaboratore musicale di Lisa, Ian Devaney, insieme ad un ex compagno di scuola dei due, Andy Morris (che lascerà la band nel 1993 non senza aver collaborato alla realizzazione di tutto il secondo album, Real Love), e alla stessa Lisa Stansfield, che vi ha preso parte soprattutto per quanto riguarda la composizione dei testi e dell'arrangiamento delle armonie vocali e dei cori.
Il lavoro, con la sua miscela esplosiva di pop, soul e dance, in cui si alternano brani uptempo cadenzati e ballate più soft, è stato riconosciuto come uno dei migliori album di debutto mai realizzati da artisti soul provenienti dal Regno Unito, ricevendo numerosi riconoscimenti internazionali e arrivando fino alla posizione bumero 2 nella classifica degli album più venduti nel Regno Unito, in Germania, in Svezia e in Svizzera. In Austria e in Italia ha raggiunto la posizione numero 1 nella classifica settimanale degli album, piazzandosi inoltre all'8º posto nella graduatoria dei 100 dischi più venduti del 1989 in Italia.

## Singoli
- This Is the Right Time (Regno Unito: numero 13 - 8 settimane nella classifica dei singoli - 12 agosto 1989; numero 24 in Italia)
- All Around the World (Regno Unito: numero 1 - 14 settimane nella classifica dei singoli - 28 ottobre 1989; numero 1 nella classifica R&B/Hip Hop degli Stati Uniti; numero 3 in Italia)
- Live Together (Regno Unito: numero 10 - 6 settimane nella classifica dei singoli - 10 febbraio 1990; numero 10 in Italia, dove si piazza al 70º posto tra i 100 singoli più venduti dell'anno)
- What Did I Do to You? (EP; Regno Unito: numero 25 - 4 settimane nella classifica dei singoli - 12 maggio 1990; numero 7 in Italia, dove si piazza all'84º posto tra i 100 singoli più venduti dell'anno)
- You Can't Deny It (mai pubblicato nel Regno Unito e in Italia - numero 1 nella classifica R&B/Hip Hop degli Stati Uniti)
- People Hold On con i Coldcut (Regno Unito: numero 11 - 9 settimane nella classifica dei singoli - 25 marzo 1989)

## Tracce

### EPWhat Did I Do to You?
1. What Did I Do to You? (7" version) – 4:18
2. My Apple Heart – 4:15
3. Lay Me Down – 4:13
4. Something's Happenin' – 3:46

### Album
Versione Europa/Giappone
1. This Is the Right Time – 4:29
2. Mighty Love – 5:11
3. Sincerity – 4:47
4. The Love in Me – 5:01
5. All Around the World – 4:29
6. What Did I Do to You? – 4:48
7. Live Together – 6:10
8. You Can't Deny It – 5:36
9. Poison – 4:12
10. When Are You Coming Back? – 5:23
11. Affection – 5:52 – CD/MC soltanto
12. Wake Up Baby – 3:58 – CD/MC soltanto
13. The Way You Want It – 4:56 – CD/MC soltanto

Versione Stati Uniti
1. All Around the World – 4:29
2. Mighty Love – 5:11
3. This Is the Right Time – 4:29
4. You Can't Deny It – 5:36
5. What Did I Do to You? – 4:48
6. Affection – 5:52
7. Live Together – 6:10
8. Sincerity – 4:47
9. The Love in Me – 5:01
10. Poison – 4:12
11. When Are You Coming Back? – 5:23
12. Wake Up Baby – 3:58
13. The Way You Want It – 4:56

Versione rimasterizzata 2003
1. This Is the Right Time – 4:30
2. Mighty Love – 5:11
3. Sincerity – 4:49
4. The Love in Me – 5:00
5. All Around the World – 4:25
6. What Did I Do to You? (7" version) – 4:18
7. Live Together – 6:09
8. You Can't Deny It (U.S. version) – 4:25
9. Poison – 4:17
10. When Are You Coming Back? – 5:15
11. Affection – 5:42
12. Wake Up Baby – 3:56
13. The Way You Want It – 5:00
14. People Hold On (single mix) (feat. Coldcut) – 3:57 – traccia bonus
15. My Apple Heart – 4:15 – traccia bonus
16. Lay Me Down – 4:13 – traccia bonus
17. Something's Happenin' – 3:46 – traccia bonus

## Classifiche

### Classifiche settimanali
| Classifica (1989/90) | Posizione massima |
| -------------------- | ----------------- |
| Australia            | 7                 |
| Austria              | 1                 |
| Canada               | 7                 |
| Finlandia            | 5                 |
| Francia              | 21                |
| Germania             | 2                 |
| Italia               | 1                 |
| Norvegia             | 6                 |
| Nuova Zelanda        | 5                 |
| Paesi Bassi          | 6                 |
| Regno Unito          | 2                 |
| Spagna               | 2                 |
| Stati Uniti          | 9                 |
| Stati Uniti (R&B)    | 5                 |
| Svezia               | 2                 |
| Svizzera             | 2                 |

### Classifiche di fine anno
| Classifica (1989) | Posizione |
| ----------------- | --------- |
| Regno Unito       | 29        |
| Classifica (1990) | Posizione |
| Austria           | 8         |
| Canada            | 37        |
| Francia           | 36        |
| Germania          | 5         |
| Italia            | 8         |
| Nuova Zelanda     | 38        |
| Regno Unito       | 36        |
| Spagna            | 20        |
| Stati Uniti       | 28        |
| Svizzera          | 16        |